# グリグリくりぃむ
『GURIGURIくりぃむ』（グリグリくりぃむ）は、2013年4月1日から2013年9月23日までテレビ朝日で放送されていたバラエティ番組。

## 概要
くりぃむしちゅーの2人が、今まで以上に「グリグリ」と攻めていくくりぃむシリーズ第4弾の番組。
2013年3月26日まで放送されていた『GARIGARIくりぃむ』をリニューアルしたものである。月曜深夜でのくりぃむの冠番組はネオバラ枠の『くりぃむナントカ』以来5年ぶりとなるまた、くりぃむの冠番組の中では当番組が最も遅い放送枠となっている。
番組名はこれまでと同様に、『グリグリくりぃむ』または『GURIGURIくりぃむ』と表記される。
2013年4月1日より、YouTubeにて、撮り下ろしオリジナル動画を配信開始。
2013年10月より「GIRIGIRIくりぃむ企画工場」にリニューアルされた。

## 出演者
レギュラー(司会)
- くりぃむしちゅー（上田晋也・有田哲平） - 字幕放送では有田の声が黄色、上田の声が水色で表示される。

## ネット局と放送時間
| 放送対象地域   | 放送局                 | 系列           | 放送日時                 | 放送開始日    | 遅れ日数  |
| -------------- | ---------------------- | -------------- | ------------------------ | ------------- | --------- |
| 関東広域圏     | テレビ朝日（EX）       | テレビ朝日系列 | 月曜 25時51分 - 26時21分 | 2013年4月1日  | 制作局    |
| 香川県・岡山県 | 瀬戸内海放送（KSB）    | テレビ朝日系列 | 月曜 24時20分 - 24時50分 | 2013年4月8日  | 7日遅れ   |
| 福岡県         | 九州朝日放送（KBC）    | テレビ朝日系列 | 火曜 25時15分 - 25時45分 | 2013年4月16日 | 15日遅れ  |
| 中京広域圏     | メ〜テレ               | テレビ朝日系列 | 火曜 24時55分 - 25時25分 | 2013年4月23日 | 15日遅れ  |
| 青森県         | 青森朝日放送（ABA）    | テレビ朝日系列 | 月曜 24時50分 - 25時20分 | 2013年4月29日 | 28日遅れ  |
| 石川県         | 北陸朝日放送（HAB）    | テレビ朝日系列 | 月曜 25時15分 - 25時45分 | 2013年4月29日 | 28日遅れ  |
| 岩手県         | 岩手朝日テレビ（IAT）  | テレビ朝日系列 | 月曜 25時20分 - 25時50分 | 2013年4月29日 | 28日遅れ  |
| 福島県         | 福島放送（KFB）        | テレビ朝日系列 | 火曜 24時50分 - 25時20分 | 2013年4月30日 | 29日遅れ  |
| 宮城県         | 東日本放送（KHB）      | テレビ朝日系列 | 木曜 24時20分 - 24時50分 | 2013年5月2日  | 31日遅れ  |
| 長崎県         | 長崎文化放送（NCC）    | テレビ朝日系列 | 火曜 25時51分 - 26時21分 | 2013年5月8日  | 36日遅れ  |
| 日本全国       | テレ朝チャンネル1      | CS放送         | 土曜 22時00分 - 22時30分 | 2013年5月11日 | 40日遅れ  |
| 熊本県         | 熊本朝日放送（KAB）    | テレビ朝日系列 | 土曜 25時55分 - 26時25分 | 2013年5月11日 | 40日遅れ  |
| 山口県         | 山口朝日放送（yab）    | テレビ朝日系列 | 月曜 24時15分 - 24時45分 | 2013年5月20日 | 49日遅れ  |
| 大分県         | 大分朝日放送（OAB）    | テレビ朝日系列 | 木曜 25時15分 - 25時45分 | 2013年5月30日 | 59日遅れ  |
| 鹿児島県       | 鹿児島放送（KKB）      | テレビ朝日系列 | 月曜 25時15分 - 25時45分 | 2013年8月5日  | 119日遅れ |
| 静岡県         | 静岡朝日テレビ（SATV） | テレビ朝日系列 | 日曜 24時58分 - 25時28分 | 2013年9月29日 | 160日遅れ |

## スタッフ
- ナレーター：佐藤賢治
- 企画：上田晋也、有田哲平
- 構成：渡辺真也、北本かつら、町田裕章、樅野太紀
- TM：大島秀一
- カメラ：門倉秀樹（SWISH JAPAN）
- 音声：中西由香里（SWISH JAPAN）
- 照明：小峯芳記
- 美術：井磧伸介
- デザイン：濱野恭平
- 美術進行：入江大介（テレビ朝日クリエイト）、廣澤陽子（テレビ朝日クリエイト）
- 大道具：後藤貴弘
- ヘアメイク：小川和美
- CG：南治樹、真栄城樹
- 音効：加藤つよし
- 編集：米澤武史（IMAGICA）
- MA：近藤宏紀（IMAGICA）
- 編成：吉村周
- 宣伝：高橋夏子
- TK：吉条雅美
- デスク：相馬恵美
- 協力：テレビ朝日クリエイト、SWISH JAPAN、IMAGICA
- AD：山本健矢
- AP：吉田奈央
- ディレクター：藤本達也、宮本大輔、土井功輔
- プロデューサー・ディレクター：山内智未（以前は、チーフディレクター）
- ゼネラルプロデューサー：藤井智久
- 制作著作：テレビ朝日

### 過去のスタッフ
- MA：宝月健（IMAGICA）
- 編成：寿崎和臣
- プロデューサー：鈴木忠親